# Richard Bonynge
Richard Bonynge (ur. 29 września 1930 w Sydney) – australijski dyrygent i pianista. Związany z wydawnictwem Decca Records, zasłynął przede wszystkim jako interpretator oper, które nagrywał z udziałem swojej żony Joan Sutherland. 
Uznany autorytet w zakresie interpretacji dzieł scenicznych francuskich XIX wieku oraz włoskich epoki bel canta. Przygotował muzycznie "Montecchich i Capuletich" Vincenza Belliniego w Operze i Operetce w Krakowie (premiera 13 lutego 1999).

## Życiorys
Urodził się w Epping, na przedmieściach Sydney. Kształcił się w Sydney Boys High School, następnie studiował grę na fortepianie w Sydney Conservatorium of Music. Uzyskał stypendium w Royal College of Music w Londynie, gdzie jego nauczycielem gry na fortepianie był Herbert Fryer. Tam poznał Joan Sutherland, która została jego żoną w 1954.
Zadebiutował jako dyrygent operowy w 1962 w Rzymie, prowadząc Santa Cecilia Orchestra. Był dyrektorem artystycznym Sutherland-Williamson Grand Opera Company w Australii w 1965, Vancouver Opera 1974-1977 i The Australian Opera 1976-1986.
Ma na swoim koncie liczne nagrania płytowe i filmowe z wielu oper (50 całych oper) oraz baletów. Jest znany jako badacz bel canto w XVIII i XIX wieku w muzyce operowej i baletowej. Autor książek: The Joan Sutherland Album (z Joan Sutherland), 1986; Joan Sutherland, Designs for a Prima Donna, 1985; A Collector's Guide to Theatrical Postcards, 1988; Joan Sutherland i Richard Bonynge with The Australian Opera, 1990 (wszystkie wyd. Craftsman House Press).
Został odznaczony licznymi odznaczeniami, m.in.: Order Imperium Brytyjskiego (1977), Oficer Orderu Australii (1983), Order Sztuki i Literatury (1989), Socio d'onore Accademia Filarmonica di Bologna (2007), Sir Bernard Heinze Memorial Award (2009). 
Mieszka w Les Avants w Szwajcarii oraz w Sydney. Z żoną, znaną śpiewaczką Joan Sutherland (zm. 2010) ma jednego syna, Adama (ur. 1956).